# Vinantes
Vinantes est une commune française située dans le département de Seine-et-Marne en région Île-de-France.

## Géographie

### Localisation
Vinantes est située en  Goële à 15 km au nord-ouest de Meaux et à 8,5 km au sud-ouest de Dammartin-en-Goële.

### Communes limitrophes
|             | Montgé-en-Goële |                     |
| Nantouillet | Vinantes        | Le Plessis-aux-Bois |
|             | Saint-Mesmes    | Villeroy, Charny    |

### Géologie et relief
La commune est classée en zone de sismicité 1, correspondant à une sismicité très faible.
L'altitude varie de 80 mètres à 122 mètres pour le point le plus haut , le centre du bourg se situant à environ 95 mètres d'altitude (mairie).

### Hydrographie

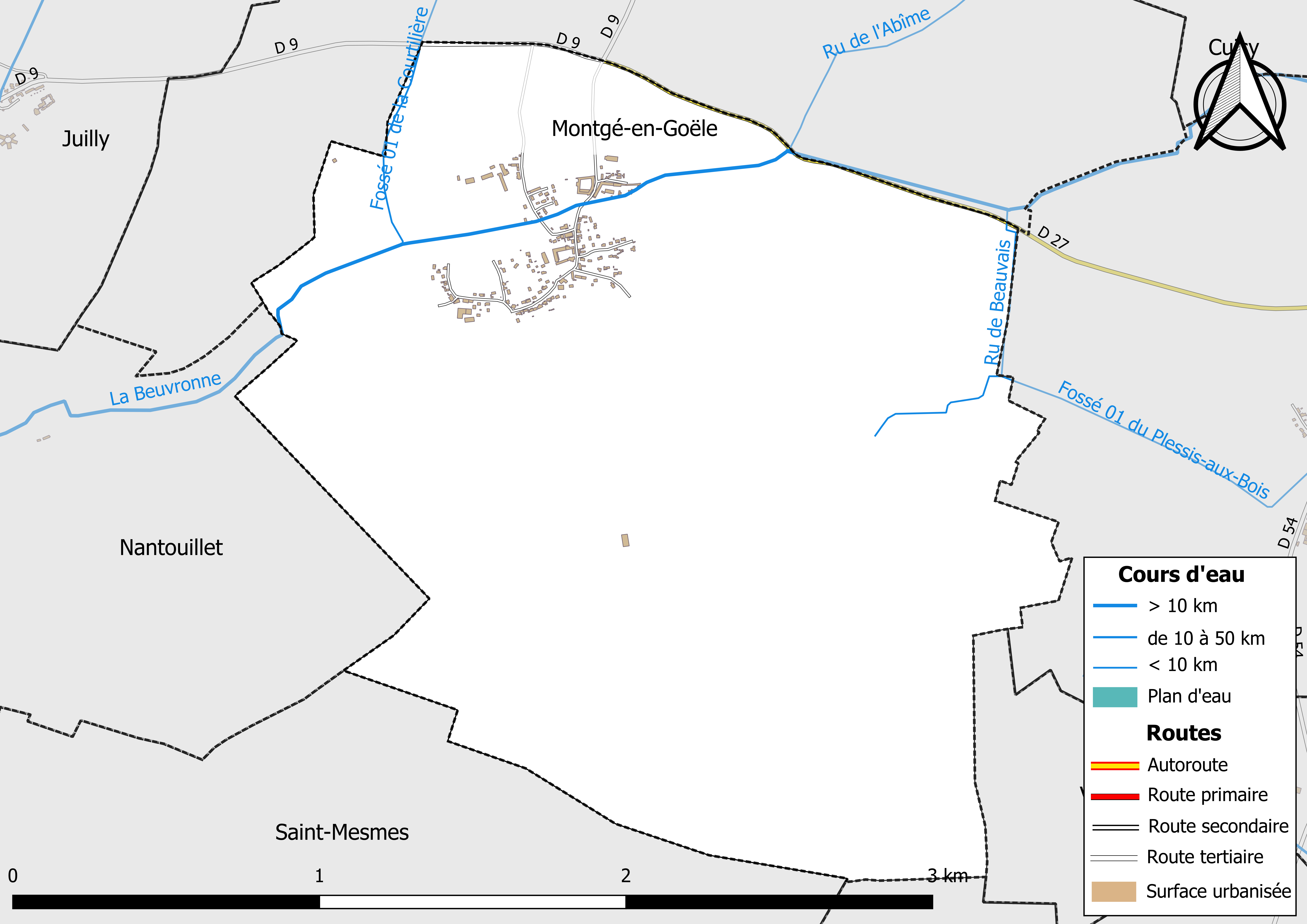
Carte des réseaux hydrographique et routier de Vinantes.

Le réseau hydrographique de la commune se compose de cinq cours d'eau référencés :
- la rivière Beuvronne, longue de 23,90 km[3], affluent en rive droite de la Marne ;
  - le ru de l'Abîme , 1,68 km[4], et ;
  - le fossé 01 de la Courtilière, 3,42 km[5], et ;
  - le ru de Beauvais, 1,12 km[6], affluents de la Beuvronne ;
    - le fossé 01 du Plessis-aux-Bois, 1,79 km[7], affluent du ru de Beauvais.

La longueur totale des cours d'eau sur la commune est de 3,37 km.

### Climat
Pour des articles plus généraux, voir Climat de l'Île-de-France et Climat de Seine-et-Marne.
En 2010, le climat de la commune est de type climat océanique dégradé des plaines du Centre et du Nord, selon une étude du CNRS s'appuyant sur une série de données couvrant la période 1971-2000. En 2020, Météo-France publie une typologie des climats de la France métropolitaine dans laquelle la commune est exposée à un climat océanique altéré et est dans la région climatique Nord-est du bassin Parisien, caractérisée par un ensoleillement médiocre, une pluviométrie moyenne régulièrement répartie au cours de l’année et un hiver froid (3 °C).
Pour la période 1971-2000, la température annuelle moyenne est de 11 °C, avec une amplitude thermique annuelle de 15,1 °C. Le cumul annuel moyen de précipitations est de 716 mm, avec 10,9 jours de précipitations en janvier et 8,1 jours en juillet. Pour la période 1991-2020, la température moyenne annuelle observée sur la station météorologique la plus proche, située sur la commune du Plessis-Belleville à 10 km à vol d'oiseau, est de 11,4 °C et le cumul annuel moyen de précipitations est de 661,7 mm,. Pour l'avenir, les paramètres climatiques de la commune estimés pour 2050 selon différents scénarios d'émission de gaz à effet de serre sont consultables sur un site dédié publié par Météo-France en novembre 2022.

### Transports
La commune est desservie par les lignes  d'autocars du Réseau de bus Roissy Est : No 710, 711 et 716.

### Milieux naturels et biodiversité
Aucun espace naturel présentant un intérêt patrimonial n'est recensé sur la commune dans l'inventaire national du patrimoine naturel,,.

## Urbanisme

### Typologie
Au 1er janvier 2024, Vinantes est catégorisée commune rurale à habitat dispersé, selon la nouvelle grille communale de densité à sept niveaux définie par l'Insee en 2022.
Elle est située hors unité urbaine. Par ailleurs la commune fait partie de l'aire d'attraction de Paris, dont elle est une commune de la couronne,. Cette aire regroupe 1 929 communes,.

### Lieux-dits et écarts
La commune compte 31 lieux-dits administratifs répertoriés consultables ici.

### Occupation des sols
L'occupation des sols de la commune, telle qu'elle ressort de la base de données européenne d’occupation biophysique des sols Corine Land Cover (CLC), est marquée par l'importance des territoires agricoles (94,4 % en 2018), une proportion sensiblement équivalente à celle de 1990 (94,6 %). La répartition détaillée en 2018 est la suivante : 
terres arables (94,4 %), zones urbanisées (5 %), forêts (0,6 %).
Parallèlement, L'Institut Paris Région, agence d'urbanisme de la région Île-de-France, a mis en place un inventaire numérique de l'occupation du sol de l'Île-de-France, dénommé le MOS (Mode d'occupation du sol), actualisé régulièrement depuis sa première édition en 1982. Réalisé à partir de photos aériennes, le Mos distingue les espaces naturels, agricoles et forestiers mais aussi les espaces urbains (habitat, infrastructures, équipements, activités économiques, etc.) selon une classification pouvant aller jusqu'à 81 postes, différente de celle de Corine Land Cover,,. L'Institut met également à disposition des outils permettant de visualiser par photo aérienne l'évolution de l'occupation des sols de la commune entre 1949 et 2018.

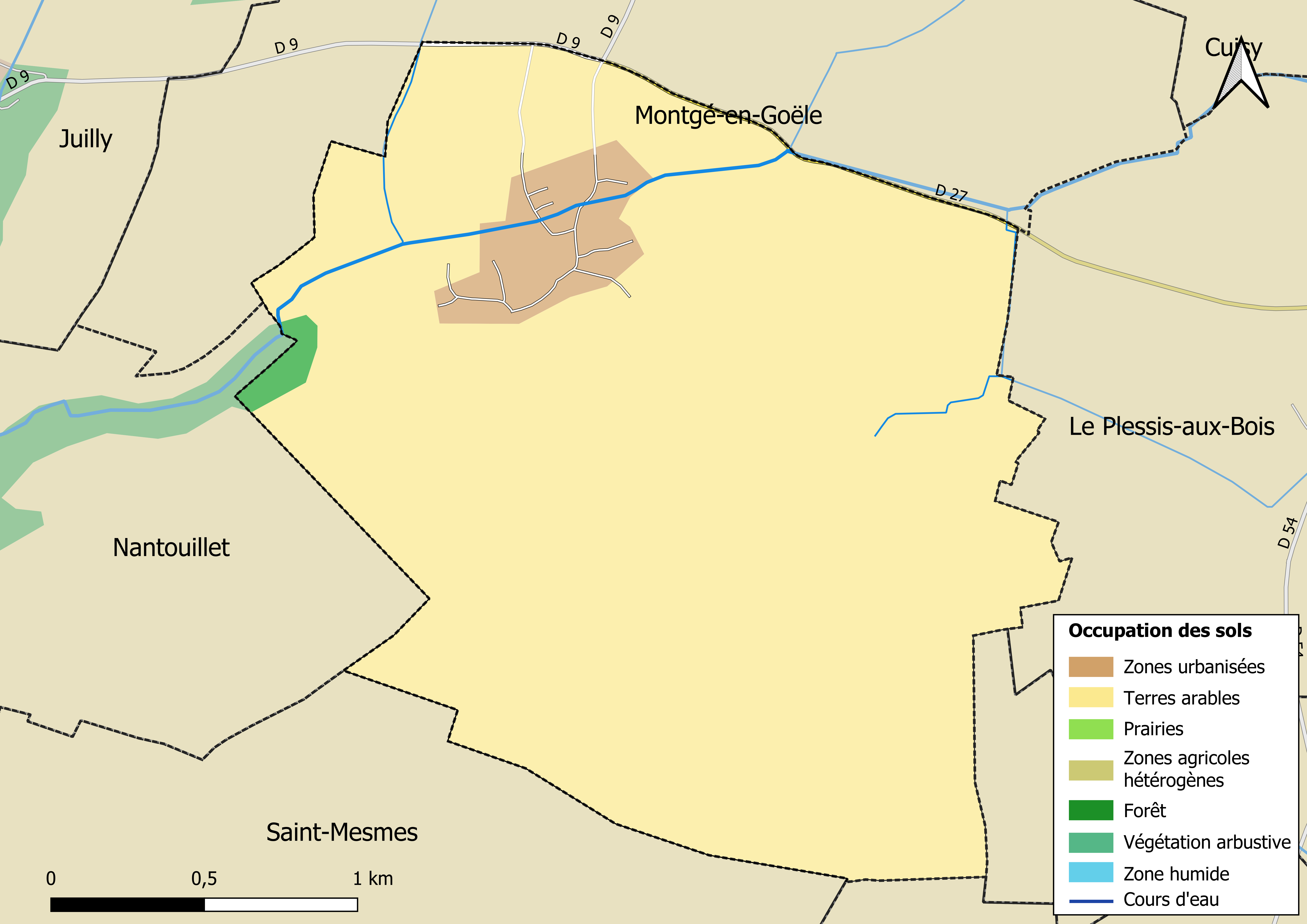
Carte des infrastructures et de l'occupation des sols en 2018 (CLC) de la commune.
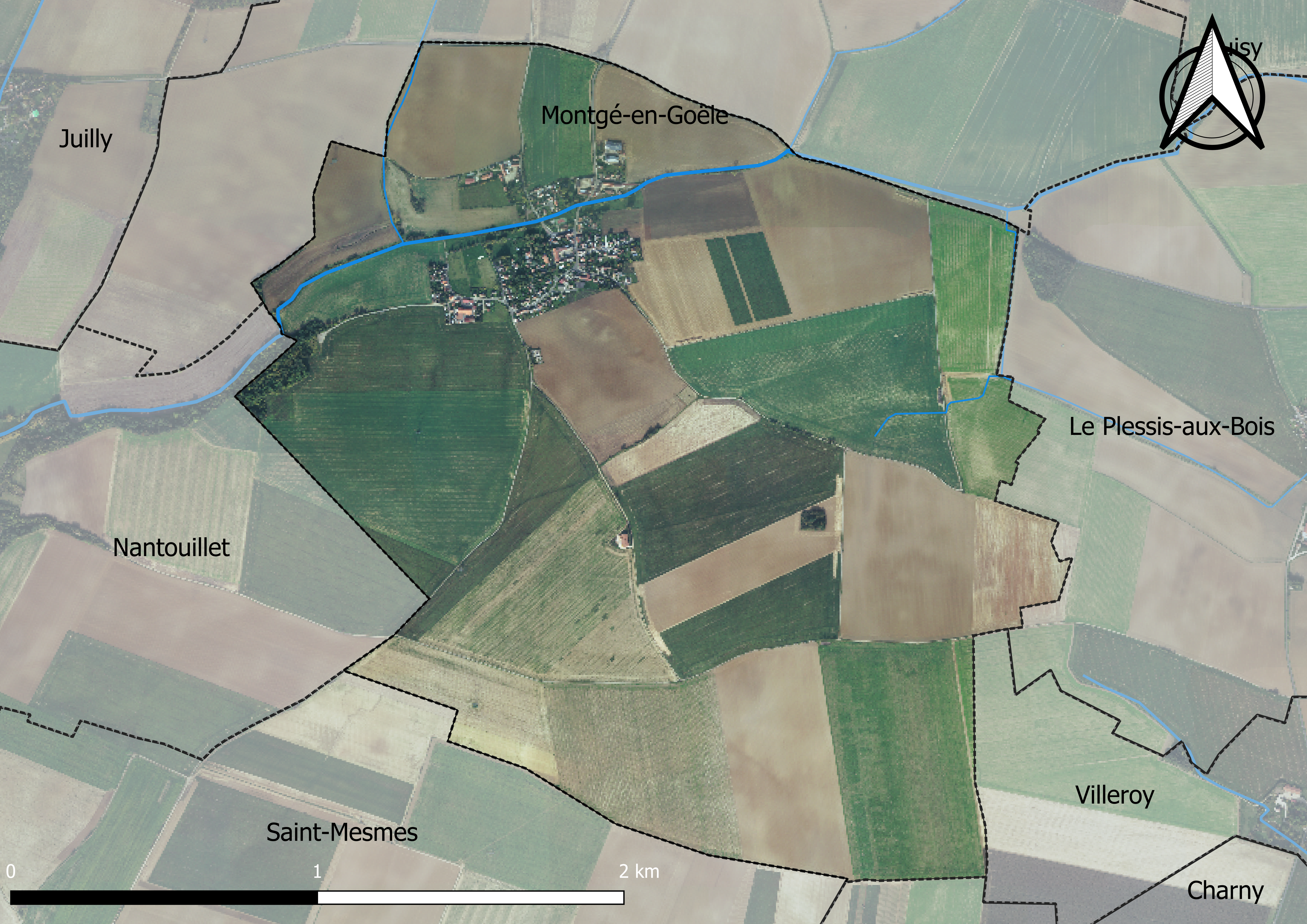
Carte orhophotogrammétrique de la commune.

### Planification
La loi SRU du 13 décembre 2000 a incité les communes à se regrouper au sein d’un établissement public, pour déterminer les partis d’aménagement de l’espace au sein d’un SCoT, un document d’orientation stratégique des politiques publiques à une grande échelle et à un horizon de 20 ans et s'imposant aux documents d'urbanisme locaux, les PLU (Plan local d'urbanisme). La commune est dans le territoire du SCOT Roissy Pays de France, approuvé le 19 décembre 2019 et porté par la communauté d’agglomération Roissy Pays de France.
La commune, en 2019, avait engagé l'élaboration d'un plan local d'urbanisme.

### Logement
En 2014, le nombre total de logements dans la commune était de 137 (dont 94,3 % de maisons et 3,5 % d’appartements).
Parmi ces logements, 95,5 %  étaient des résidences principales et 4,5 %  des logements vacants (pas de résidence secondaire) .
La part des ménages propriétaires de leur résidence principale s’élevait à 80,7 % contre 17,8 % de locataires.

### Voies de communication et transports

#### Voies de communication
On accède à la commune par :
- par la D 9, de Montgé-en-Goële  au nord à 2,4 km et Juilly à l'ouest  à 3,2 km ;
- par la D 27, du Plessis-l'Évêque à l'est à 4,9 km.

## Toponymie
Le nom de la localité est mentionné sous les formes Vinantes en 1183 ; Vinante en 1801.
Du nom d’un ancien domaine gallo-romain Vicus Nanti, du gaulois nant, « vallée ».

## Histoire
La découverte d'un important habitat gallo-romain à proximité des sources de la Beuvronne atteste une occupation du territoire au cours de la première moitié du IVe siècle.

## Politique et administration

### Rattachements administratifs et électoraux
La commune se trouve dans l'arrondissement de Meaux du département de Seine-et-Marne. Pour l'élection des députés, elle fait partie de la septième circonscription de Seine-et-Marne.
Elle faisait partie depuis 1793 du canton de Dammartin-en-Goële. Dans le cadre du redécoupage cantonal de 2014 en France, la commune rejoint le canton de Mitry-Mory.

### Intercommunalité
La commune faisait partie de la petite communauté de communes de la plaine de France. Celle-ci a fusionné avec d'autres intercommunalités pour former, le 1er juin 2013, la communauté de communes Plaines et Monts de France dont Vinantes est désormais membre.

### Tendances politiques et résultats

#### Élections nationales
- Élection présidentielle de 2017[32] : 23,60 % pour Emmanuel Macron (REM), 38,80 % pour Marine Le Pen (FN), 70,80 % de participation.

### Liste des maires

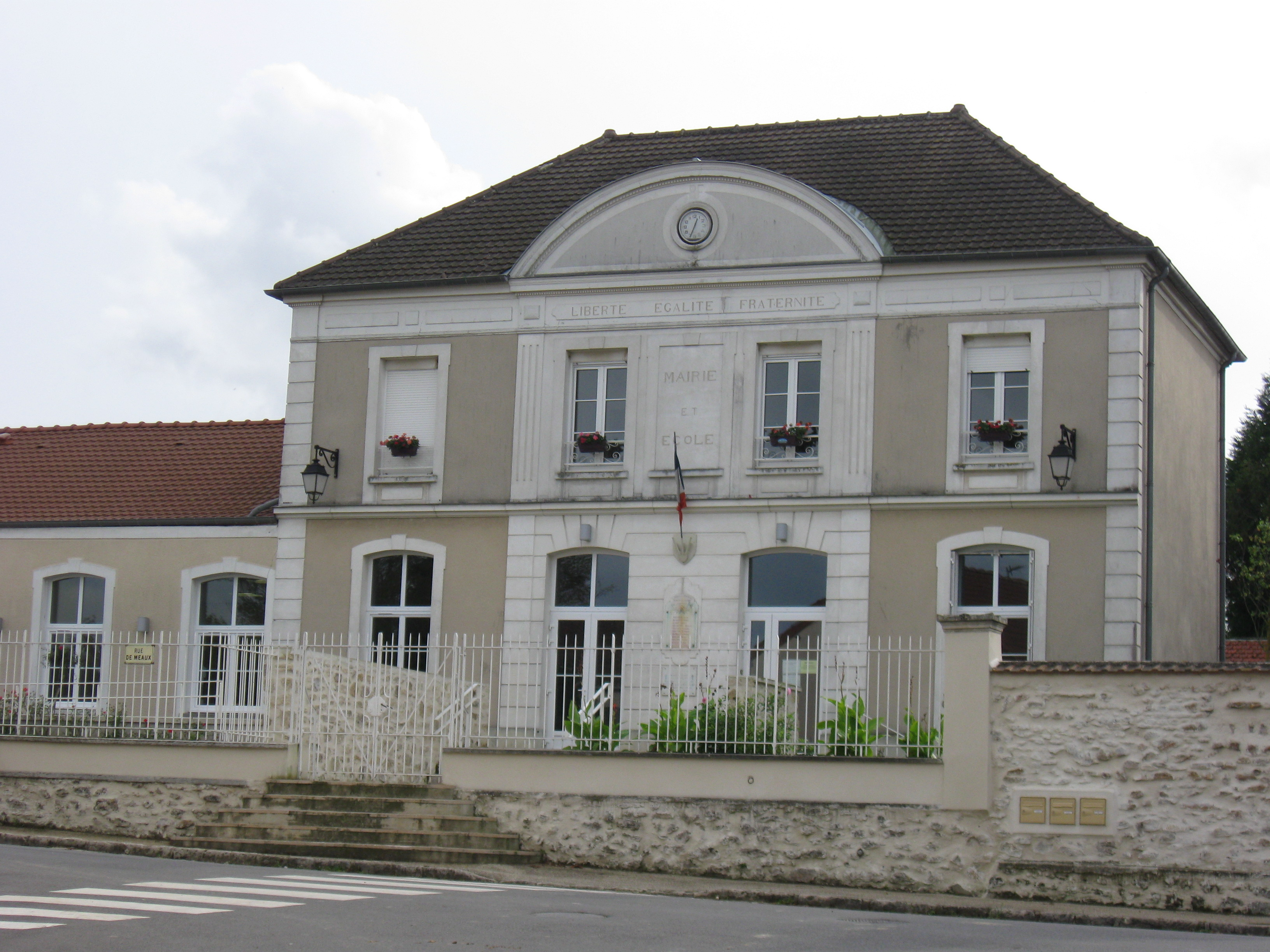
La mairie.

| Période                                  | Période      | Identité           | Étiquette | Qualité |
| ---------------------------------------- | ------------ | ------------------ | --------- | --- |
| Les données manquantes sont à compléter. |              |                    |           | |
| mars 1977                                | mars 2008    | Charles Pelletier, |           | Agriculteur et docteur en droit Sénateur de Seine-et-Marne (1995 → 1995) Président de la chambre d'agriculture de Seine-et-Marne |
| mars 2008                                | février 2017 | Denis Pisowicz     |           | Responsable d'essais chez Panhard Décédé en fonctions                                                                            |
| mars 2017                                | 2020         | Yves Pelletier     |           | Fils de Charles Pelletier |

## Équipements et services

### Eau et assainissement
L’organisation de la distribution de l’eau potable, de la collecte et du traitement des eaux usées et pluviales relève des communes. La loi NOTRe de 2015 a accru le rôle des EPCI à fiscalité propre en leur transférant cette compétence. Ce transfert devait en principe être effectif au 1er janvier 2020, mais la loi Ferrand-Fesneau du 3 août 2018 a introduit la possibilité d’un report de ce transfert au 1er janvier 2026,.

#### Assainissement des eaux usées
En 2020, la gestion du service d'assainissement collectif de la commune de Vinantes est assurée par la communauté de communes Plaines et monts de France (CCPMF) pour la collecte, le transport et la dépollution,,.
L’assainissement non collectif (ANC) désigne les installations individuelles de traitement des eaux domestiques qui ne sont pas desservies par un réseau public de collecte des eaux usées et qui doivent en conséquence traiter elles-mêmes leurs eaux usées avant de les rejeter dans le milieu naturel. La communauté de communes Plaines et monts de France (CCPMF) assure pour le compte de la commune le service public d'assainissement non collectif (SPANC), qui a pour mission de vérifier la bonne exécution des travaux de réalisation et de réhabilitation, ainsi que le bon fonctionnement et l’entretien des installations,.

#### Eau potable
En 2020, l'alimentation en eau potable est assurée par la communauté de communes Plaines et monts de France (CCPMF) qui en a délégué la gestion à l'entreprise Suez, dont le contrat expire le 22 juillet 2021,.

## Population et société

### Démographie
L'évolution du nombre d'habitants est connue à travers les recensements de la population effectués dans la commune depuis 1793. Pour les communes de moins de 10 000 habitants, une enquête de recensement portant sur toute la population est réalisée tous les cinq ans, les populations de référence des années intermédiaires étant quant à elles estimées par interpolation ou extrapolation. Pour la commune, le premier recensement exhaustif entrant dans le cadre du nouveau dispositif a été réalisé en 2006.

En 2022, la commune comptait 380 habitants, en évolution de −0,78 % par rapport à 2016 (Seine-et-Marne : +3,92 %, France hors Mayotte : +2,11 %).
| 1793 | 1800 | 1806 | 1821 | 1831 | 1836 | 1841 | 1846 | 1851 |
| ---- | ---- | ---- | ---- | ---- | ---- | ---- | ---- | ---- |
| 192  | 175  | 194  | 173  | 140  | 165  | 188  | 199  | 184  |

| 1856 | 1861 | 1866 | 1872 | 1876 | 1881 | 1886 | 1891 | 1896 |
| ---- | ---- | ---- | ---- | ---- | ---- | ---- | ---- | ---- |
| 173  | 154  | 157  | 153  | 237  | 210  | 206  | 206  | 197  |

| 1901 | 1906 | 1911 | 1921 | 1926 | 1931 | 1936 | 1946 | 1954 |
| ---- | ---- | ---- | ---- | ---- | ---- | ---- | ---- | ---- |
| 188  | 174  | 196  | 210  | 247  | 255  | 258  | 222  | 224  |

| 1962 | 1968 | 1975 | 1982 | 1990 | 1999 | 2006 | 2011 | 2016 |
| ---- | ---- | ---- | ---- | ---- | ---- | ---- | ---- | ---- |
| 181  | 201  | 179  | 194  | 247  | 287  | 328  | 355  | 383  |

| 2021 | 2022 | - | - | - | - | - | - | - |
| ---- | ---- | - | - | - | - | - | - | - |
| 381  | 380  | - | - | - | - | - | - | - |

### Enseignement
Vinantes dispose d’une école élémentaire, située 1 rue de Meaux.
Cet établissement public, inscrit sous le code UAI (Unité administrative immatriculée) 0770273D, comprend 47 élèves  (chiffre du Ministère de l'Éducation nationale). Il ne dispose pas d’un restaurant scolaire.
La commune dépend de l'Académie de Créteil ; pour le calendrier des vacances scolaires, Vinantes est en zone C.

## Économie

### Revenus de la population et fiscalité
En 2017, le nombre de ménages fiscaux de la commune était de 128, représentant 376 personnes et la  médiane du revenu disponible par unité de consommation  de 25 510 euros.

### Emploi
En 2017 , le nombre total d’emplois dans la zone était de 24, occupant 193 actifs  résidants.
Le taux d'activité de la population (actifs ayant un emploi) âgée de 15 à 64 ans s'élevait à  73,3 % contre un taux de chômage de 9,5 %.
Les 17,2 % d’inactifs se répartissent de la façon suivante : 7,6 % d’étudiants et stagiaires non rémunérés, 4,3 % de retraités ou préretraités et 5,3 % pour les autres inactifs.

### Entreprises et commerces
En 2015, le nombre d'établissements actifs était de 33 dont 4 dans l'agriculture-sylviculture-pêche, 8 dans la construction, 18 dans le commerce-transports-services divers et 3  étaient relatifs au secteur administratif.
Ces établissements ont pourvu 21 postes salariés.

### Agriculture
Vinantes est dans la petite région agricole dénommée la « Goële et Multien », regroupant deux petites régions naturelles, respectivement la Goële et le pays de Meaux (Multien). En 2010, l'orientation technico-économique de l'agriculture sur la commune est diverses cultures (hors céréales et oléoprotéagineux, fleurs et fruits).
Si la productivité agricole de la Seine-et-Marne se situe dans le peloton de tête des départements français, le département enregistre un double phénomène de disparition des terres cultivables (près de 2 000 ha par an dans les années 1980, moins dans les années 2000) et de réduction d'environ 30 % du nombre d'agriculteurs dans les années 2010. Cette tendance n'est pas confirmée au niveau de la commune qui voit le nombre d'exploitations rester constant entre 1988 et 2010. Parallèlement, la taille de ces exploitations augmente, passant de 190 ha en 1988 à 198 ha en 2010.
Le tableau ci-dessous présente les principales caractéristiques des exploitations agricoles de Vinantes, observées sur une période de 22 ans : 
|                                      | 1988 | 2000 | 2010 |
| ------------------------------------ | ---- | ---- | ---- |
| Dimension économique,                |      |      |      |
| Nombre d’exploitations (u)           | 4    | 4    | 4    |
| Travail (UTA)                        | 12   | 9    | 7    |
| Surface agricole utilisée (ha)       | 758  | 759  | 793  |
| Cultures                             |      |      |      |
| Terres labourables (ha)              | 723  | 759  | 793  |
| Céréales (ha)                        | 356  | s    | 399  |
| dont blé tendre (ha)                 | 337  | 397  | 341  |
| dont maïs-grain et maïs-semence (ha) | s    |      | s    |
| Tournesol (ha)                       | 0    |      |      |
| Colza et navette (ha)                | s    | s    | s    |
| Élevage                              |      |      |      |
| Cheptel (UGBTA)                      | 2    | 0    | 0    |

## Culture locale et patrimoine

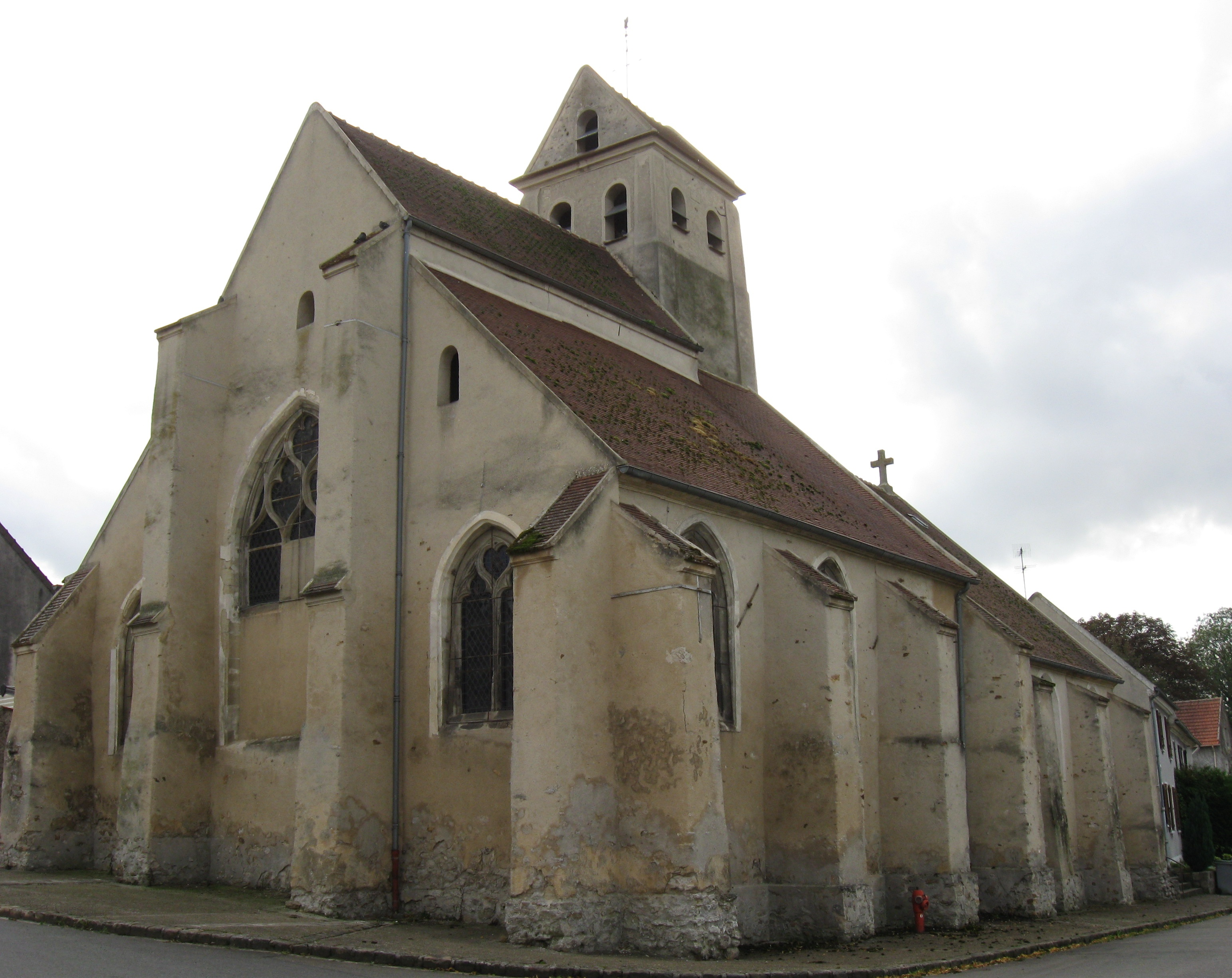
L'église.

### Lieux et monuments
- L'église placée sous le vocable de l'Assomption-de-la-Vierge, XVIIe et XVIIIe siècles[55].
- Fontaine
- Plaque commémorative du réseau Armand
- Pigeonnier porche XIXe siècle
- Personnalités liées à la commune